# Szörény (település)
Szörény község Baranya vármegyében, a Szigetvári járásban.

## Fekvése
Szörény Baranya vármegye legnyugatibb részén fekszik, keletről Kétújfalu, nyugatról Zádor a legközelebbi szomszédja, közigazgatási területe – mely a környező településekénél számottevően kisebb – határos még észak felől Pettend és Gyöngyösmellék közigazgatási területével is. A környék mindhárom városától (Barcstól, Sellyétől és Szigetvártól is) közel azonos távolságban található.

### Megközelítése
Legfontosabb közúti megközelítési útvonala a Kétújfalut Barcs térségével összekötő 5809-es út. A megyeszékhely, Pécs felől Szigetváron és Kétújfalun át közelíthető meg a legegyszerűbben, a 6-os főúton, majd az 5808-as és az 5809-es úton.

## Története
A település az 1950-es megyerendezés során került át Somogy vármegyétől Baranya megyéhez.

## Közélete

### Polgármesterei
- 1990–1994: Kovács Zoltán (független)[3]
- 1994–1998: Kovács Zoltán (független)[4]
- 1998–2002: Kovács Zoltán (független)[5]
- 2002–2006: Kovács Zoltán (független)[6]
- 2006–2010: Boros István (független)[7]
- 2010–2014: Boros István (független)[8]
- 2014–2019: Boros István (független)[9]
- 2019–2024: Boros István (független)[10]
- 2024– : Bognár-Bátorfalvi Judit (független)[1]

## A népesség alakulása
A helyi önkormányzat adatai szerint:
| Év   | Lakosok száma |
| 1970 | 147 fő        |
| 2001 | 73 fő         |
| 2002 | 80 fő         |
| 2005 | 75 fő         |
| 2006 | 76 fő         |

A település népességének változása:
| Lakosok száma | 66   | 70   | 74   | 58   | 70   | 83   | 81   | 75   |
|               | 2013 | 2014 | 2015 | 2019 | 2021 | 2022 | 2023 | 2024 |

A 2011-es népszámlálás során a lakosok 100%-a magyarnak, 1,7% cigánynak, 3,3% horvátnak, 8,3% németnek mondta magát (a kettős identitások miatt a végösszeg nagyobb lehet 100%-nál). A vallási megoszlás a következő volt: római katolikus 63,3%, református 25%, felekezeten kívüli 8,3% (3,3% nem nyilatkozott).
2022-ben a lakosság 83,1%-a vallotta magát magyarnak, 7,2% cigánynak, 3,6% németnek, 2,4% horvátnak, 6% egyéb, nem hazai nemzetiségűnek (13,3% nem nyilatkozott; a kettős identitások miatt a végösszeg nagyobb lehet 100%-nál). Vallásuk szerint 37,3% volt római katolikus, 8,4% református, 3,6% egyéb keresztény, 4,8% egyéb katolikus, 13,3% felekezeten kívüli (32,5% nem válaszolt).

## Nevezetességei
- református templom – a Drávafok-Kétújfalu Református Társegyházközség Szörényi Leányegyházközségének temploma 1817-ben épült; a karcsú tornyú, egyhajós, törtfehér színű, cserépfedéses, viszonylag jó karban lévő épület a falu központjában, a polgármesteri hivatallal átellenben található.

## Külső hivatkozások
- Szörény Önkormányzatának honlapja